# 伍德蘭鎮區 (伊利諾伊州富爾頓縣)
伍德蘭鎮區（英語：Woodland Township）是位於美國伊利諾伊州富爾頓縣的一個行政鎮區。

## 地方資料
根據2010年美國人口普查的數據，伍德蘭鎮區的面積為98.90平方千米，當中陸地面積為98.30平方千米，而水域面積為0.60平方千米。當地共有人口405人，而人口密度為每平方千米4.1人。